# 儒略二世

儒略二世與思道四世的教宗牧徽

瑞士近衛隊隊旗

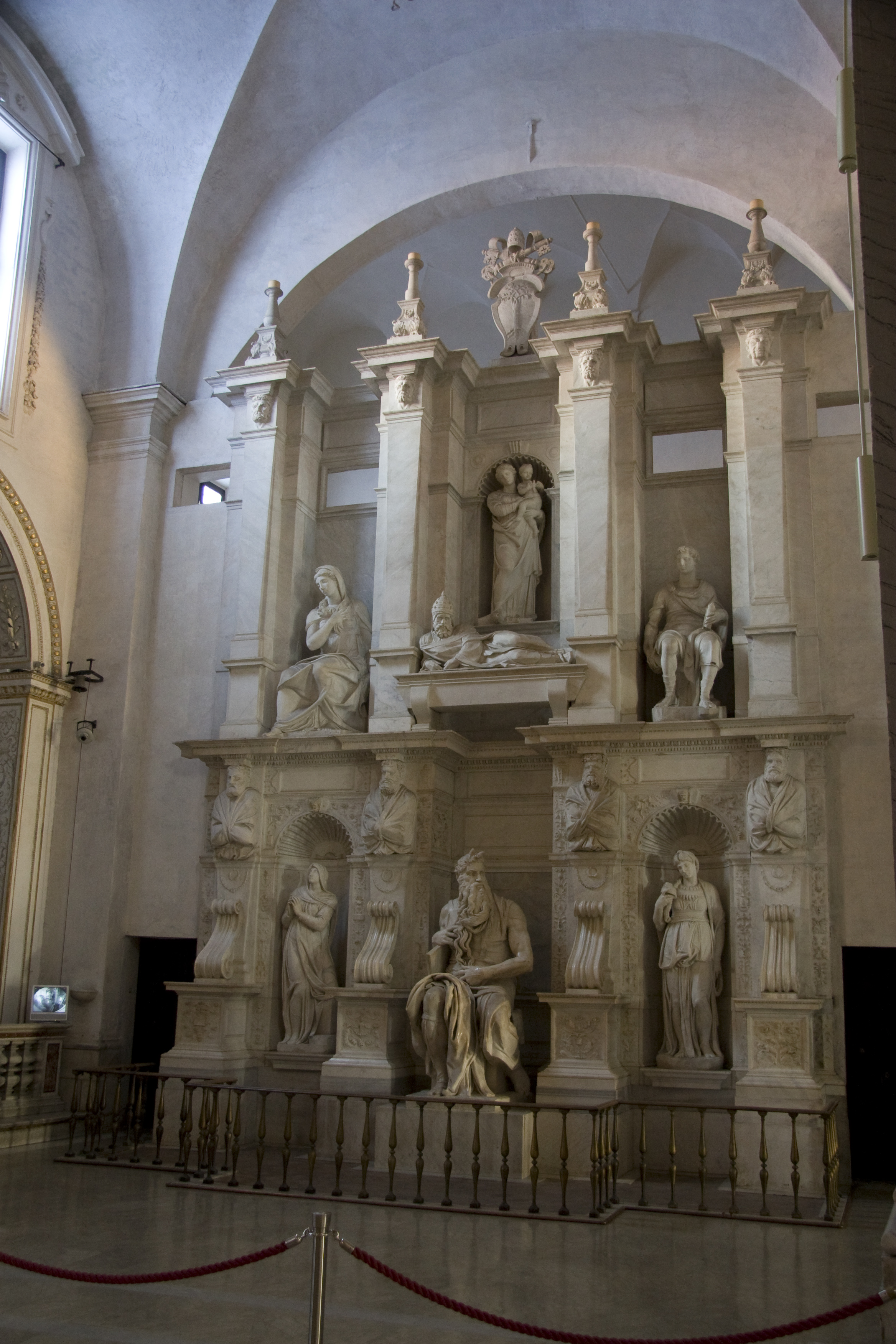
圣伯多禄锁链堂儒略二世的墓穴

羅韋雷家族的家徽

儒略二世（拉丁語：Iulius PP. II；1443年12月5日—1513年2月21日），原名：Liceo Giuliano Della Rovere，1503年11月1日當選教宗，同年11月26日即位至其逝世為止。他是教宗思道四世的侄子，同樣出身德拉·羅韋雷家族。儒略二世以其武勇好戰聞名於世，其皇號即為其仰慕凱撒大帝而取，為第217位教宗，更為教廷歷史上第一個親上戰場打仗的教宗，被譽為「戰士教宗」。其任內最著名的事蹟為於1506年1月22日組建直轄教宗指揮的僱傭軍瑞士近衛隊，並因其驍勇善戰成功在義大利戰爭的混亂中捍衛了教宗國的獨立、主權與地位，因此深受馬基亞維利所推崇。除其武功聞名外，儒略二世也是文艺复兴时期知名的艺术赞助人，艺术家拉斐尔、米开朗琪罗等皆为其好友。他于1512年召开了宗教改革前的最后一次大公会议第五次拉特朗公會議。

## 譯名列表
- 儒略：天主教香港教區禮儀委員會：禧年專頁 （页面存档备份，存于）作儒略。
- 猶利：香港天主教教區檔案　歷任教宗作猶利。
- 朱利葉斯、尤里烏斯：《大英簡明百科知識庫》2005年版作朱利葉斯、尤里烏斯。
- 尤利乌斯、朱利叶斯：《世界人名翻譯大辭典》1993年版作朱利叶斯、尤里乌斯。